# Whiteash (Illinois)
Whiteash es una villa ubicada en el condado de Williamson en el estado estadounidense de Illinois. En el Censo de 2010 tenía una población de 241 habitantes y una densidad poblacional de 104,79 personas por km².

## Geografía
Whiteash se encuentra ubicada en las coordenadas 37°47′2″N 88°55′51″O / 37.78389, -88.93083. Según la Oficina del Censo de los Estados Unidos, Whiteash tiene una superficie total de 2.3 km², de la cual 2.24 km² corresponden a tierra firme y (2.7%) 0.06 km² es agua.

## Demografía
Según el censo de 2010, había 241 personas residiendo en Whiteash. La densidad de población era de 104,79 hab./km². De los 241 habitantes, Whiteash estaba compuesto por el 96.27% blancos, el 0% eran afroamericanos, el 0% eran amerindios, el 2.49% eran asiáticos, el 0% eran isleños del Pacífico, el 0.41% eran de otras razas y el 0.83% pertenecían a dos o más razas. Del total de la población el 1.66% eran hispanos o latinos de cualquier raza.